# Hyosciurus ileile
Hyosciurus ileile is een zoogdier uit de familie van de eekhoorns (Sciuridae). De wetenschappelijke naam van de soort werd voor het eerst geldig gepubliceerd door Tate & Archbold in 1936.

## Voorkomen
De soort komt voor in Indonesië.